# 志摩国分寺
志摩国分寺（しまこくぶんじ）は、三重県志摩市阿児町国府（こう）にある天台宗の寺院。山号は護国山。本尊は薬師如来。
奈良時代に聖武天皇の詔により日本各地に建立された国分寺のうち、志摩国国分僧寺の後継寺院とされる。本項では現寺院とともに、寺院跡推定地である志摩国分寺跡（三重県指定史跡）についても解説する。

## 概要
三重県東部、志摩半島東部の台地上に位置する。聖武天皇の詔で創建された国分寺（金光明四天王護国之寺）の法燈を継ぐとされる寺院で、現在の境内に古代の国分寺跡が推定される。付近では、南方の国府集落に志摩国府の立地が推定されており、古くから政治的・文化的中心地であったことが知られる。志摩国は下国であり国力に乏しかったため、史料上では伊勢国・尾張国・三河国の税を当寺の修理等にあてる旨や、大同4年（809年）に伊勢国分寺に遷す旨が見える。そして室町時代に再興されたのち、江戸時代に現在の本堂が再建されて現在に至っている。
古代国分寺跡については、これまでに発掘調査が実施されていないため詳らかでないが、古瓦が採集されることから1936年（昭和11年）に推定地が三重県指定史跡に指定されている。また室町時代の木造薬師如来坐像が三重県指定有形文化財に、本堂・陀羅尼経が志摩市指定有形文化財に指定されている。

## 歴史

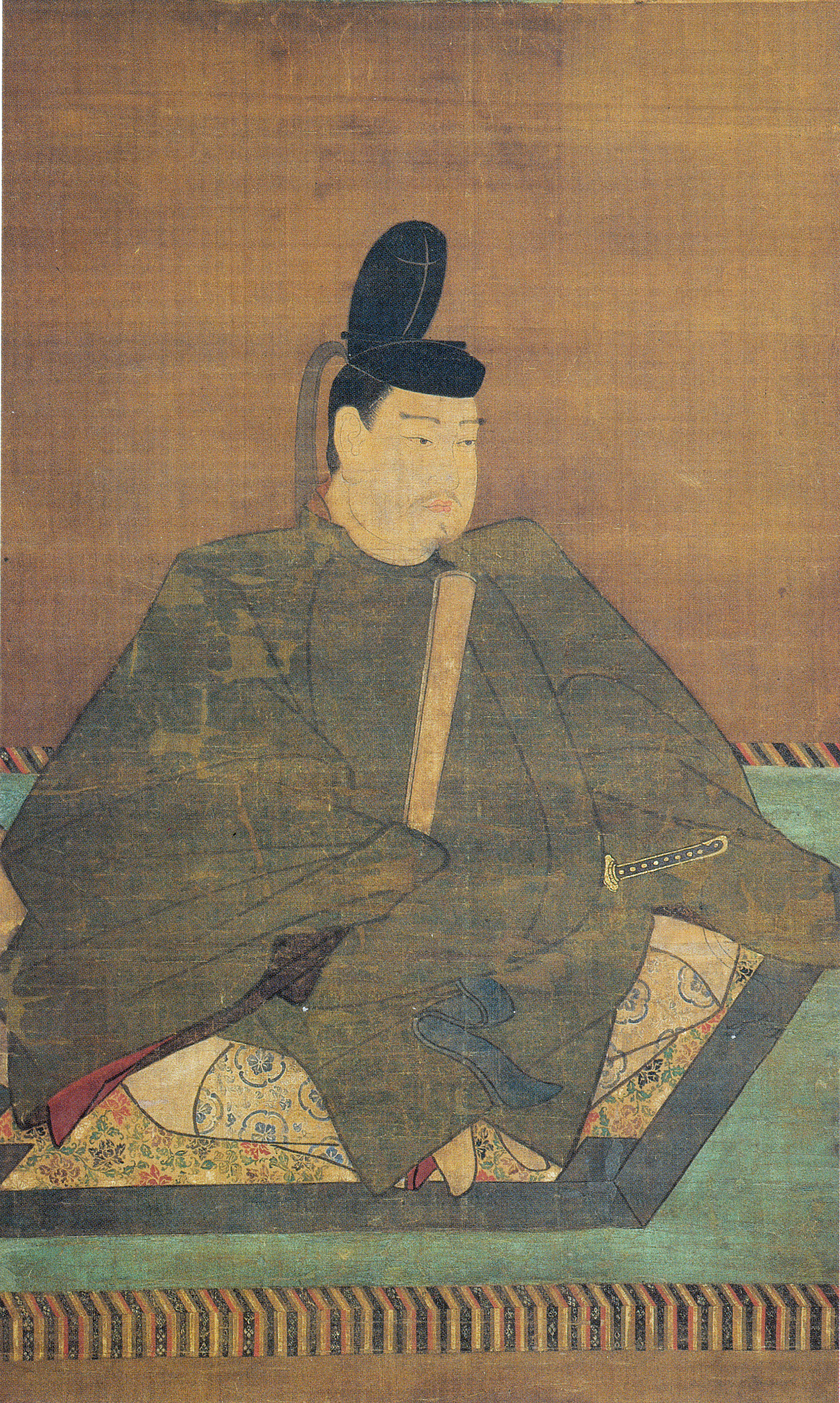
聖武天皇肖像

創建は不詳。国分寺建立の詔は天平13年（741年）に出されたが、『類聚三代格』の天平16年（744年）の詔によれば、同年に至って志摩国の国分僧尼両寺の造寺用料が尾張国から割り当てられている。
『日本後紀』大同4年（809年）条では、志摩国分僧寺・国分尼寺を伊勢国分寺に遷すと見える。
延長5年（927年）成立の『延喜式』主税上では、志摩国正税・公廨に国分寺料の規定は記載されていないが、伊勢国・三河国の正税・公廨から志摩国分寺の修理料として各稲3千束が規定されている（この「修理」が延喜式編纂以前のいつかは不明）。また志摩国の講読師の安居・法服・布施・供養に尾張国の正税をあてる旨、読師料と正月の転読最勝王経会に三河国の正税をあてる規定が記載されている。
室町時代には応仁の乱で焼失したのち、文明17年（1485年）に再興されたという。永正4年（1507年）には現在の本尊である薬師如来像が彫られている。
江戸時代中期、幸咸により寛永寺末寺となって天台宗となった（現在は延暦寺末寺）。天保8年（1837年）には10世和尚の義純が本堂再建を起工し、天保14年（1843年）に完成している（現本堂）。

## 志摩国分寺跡
僧寺跡の寺域・伽藍配置は、これまでに発掘調査が実施されていないため明らかでない。現在の国分寺境内の北側・西側には平坦地が認められるとともに軒丸瓦・軒平瓦が出土しており、寺院跡の存在が推定されるのみである。
「志州答志郡国府国分寺古来之事」には礎石等の存在が記載されているが、現在は基壇・礎石も詳らかでない。

## 文化財

### 三重県指定文化財
- 有形文化財
  - 木造薬師如来坐像 造永正四年大宮師定栄及院長の造像銘あり（彫刻） - 室町時代後期、永正4年（1507年）の作。ヒノキ材の寄木造で、像高188.0センチメートル。表面には漆箔が施される。像内背面の墨書銘より、永正4年（1507年）に仏師の定栄によって造立されたことが知られる。1962年（昭和37年）2月14日指定[3][6]。
- 史跡
  - 志摩国分寺跡
1936年（昭和11年）1月22日指定[7]。

### 志摩市指定文化財
- 有形文化財
  - 志摩国分寺本堂（建造物）
江戸時代、天保14年（1843年）造営。精巧な彫刻で飾られる。1990年（平成2年）6月25日指定[3][8]。
  - 紙本墨書陀羅尼経（書跡・典籍）
平安時代の作。全長817センチメートルの紙本墨書の巻子本。本尊薬師如来坐像の台座から発見された。1972年（昭和47年）3月31日指定[3][8]。